# 산티아고 카니사레스
호세 산티아고 카니사레스 루이스(스페인어: José Santiago Cañizares Ruiz xoˈse sanˈtjaɣo kaɲiˈθaɾes ˈrwiθ[*], 1969년 12월 18일, 마드리드 주 마드리드 ~)는 현역 시절 골키퍼로 활약한 스페인의 전 축구 선수로, 랠리 선수이기도 하다.
레알 마드리드의 유소년부를 나온 카니사레스는 1군에 합류했지만, 입지를 다지지 못하여 2차례 임대이적으로 떠나기도 했다. 1998년, 그는 발렌시아로 이적해 10년 동안 418번의 공식 경기에 출전해 두 번의 라 리가와 2004년 UEFA컵을 비롯해 몇 차례 우승을 거두었다.
카니사레스는 스페인 국가대표팀 일원으로 3번의 FIFA 월드컵과 같은 횟수의 UEFA 유럽 축구 선수권 대회에 참가하였고, 1992년 하계 올림픽에서 금메달을 따기도 했다. 2004년, 페테르 슈마이켈은 그를 "축구계 최고의 골키퍼"로 수식하기도 했다.

## 클럽 경력
카니사레스는 마드리드 출신이지만, 부모의 고향인 카스티야-라 만차 주 푸에르토야노에서 유년 시절을 보냈고, 1988년에 레알 마드리드에서 프로 생활을 시작했는데, 처음에는 3군에서 활약하였다. 그는 엘체, 메리다, 그리고 셀타 비고에서 프로 무대에 본격적으로 활약하기 시작했고, 1992-93 시즌에 갈리시아 연고 구단 소속으로 첫 라 리가 경기를 경험하고, 그곳에서의 2년 동안 단 2경기만을 결장하였고, 이후에 레알 마드리드로 복귀하였다.
주전으로 입지를 굳힐 수 없었던 카니사레스가 가장 많이 출전한 시즌은 1997-98 시즌으로 26경기에 출전했지만, 보도 일그너가 그 시즌 가장 중요한 경기인 UEFA 챔피언스리그 결승전에서 문지기를 맡았고, 카니사레스는 1998년에 발렌시아로 이적하여 앞서 은퇴를 선언한 안도니 수비사레타의 일을 넘겨받았다. 그는 이적 첫 해에 발렌시아를 도와 1999년에 코파 델 레이와 수페르코파 델 에스파냐를 우승하도록 도왔다. 이어서, 1999–2000 시즌과 2000–01 시즌에 연달아 UEFA 챔피언스리그 결승전에 연달아 올려놓았는데, 후자의 결승전에서는 정규 시간에 바이에른 뮌헨의 메흐메트 숄이 찬 페널티 킥을 막아냈지만, 승부차기 패배까지 막지는 못하였다. 그 후로, 2001–02 시즌과 2003–04 시즌에는 리그 우승을 거두었는데, 두 번째 리그 우승을 거둔 해에는 UEFA컵과 UEFA 슈퍼컵도 석권했다. 2003–04 시즌 이후, 34세의 카니사레스는 동지와의 계약 기간을 2년 더 연장하였다.
2007년 12월, 카니사레스는 미겔 앙헬 앙굴로와 다비드 알벨다와 함께 로날트 쿠만 감독의 눈밖에 났는데, 퇴출당한 세 선수는 이미 4번의 리그 경기에 출전해 스페인 다른 구단으로 이적하지 못하고 훈련장에 출입하는 것 외에 방도가 없었다. 그러나, 2008년 4월에 쿠만이 해임되면서, 보로 감독 대행이 리그 5경기를 남겨놓고 심각한 강등 위기에 몰린 발렌시아를 구제하기 위해 쿠만이 퇴출한 선수들을 다시 불러들였다. 카니사레스는 티모 힐데브란트와 후안 루이스 모라가 모두 부상으로 빠지면서 골문을 지켰고, 오사수나와의 안방 경기에서 3-0 완승을 거두었다.
2008년 5월 16일, 카니사레스는 발렌시아와의 계약을 끝내고 구단을 떠날 것임을 선언했다. 그는 선언 이틀 뒤인 아틀레티코 마드리드와의 리그 최종전에서 마지막 경기를 치렀고, 얼마 지나지 않아 20년 가까이 스페인 주요 리그의 딱 500번의 경기에 출전한 카니사레스는 거의 39세가 되어서 장갑을 벗었다.

## 국가대표팀 경력
카니사레스는 스페인 국가대표팀 경기에 46번 출전하였는데, 첫 경기는 1993년 11월 17일에 열린 덴마크와의 마지막 1994년 FIFA 월드컵 예선전 경기로, 수비사레타가 10분도 안 되어서 퇴장당하면서 투입되었고, 첫 경기를 무실점으로 화려하게 장식하였는데, 이 안방 경기에서 1-0으로 이기면서 스페인은 덴마크에 산술적으로 우위에 놓여 본선행을 확정지었다.
그러나, 카니사레스는 국가대표팀에서 후보 골키퍼였는데, 국가대표팀의 주요 대회 경기에 5경기 출전하는데 그쳤다. 첫 출전 경기는 1994년 FIFA 월드컵에서 수비가 출장 정지 징계를 당하면서 골문 앞에 선 대한민국과의 조별 리그 1차전이었다. 이후, 유일하게 주전 수문장이었던 UEFA 유로 2000에서는 노르웨이와의 조별 리그 1차전을 제외한 3경기에 출전했고, 2006년 FIFA 월드컵에서는 사우디아라비아와의 조별 리그 최종전에 출전했다. 그가 최종 명단에 이름을 올린 나머지 대회인 UEFA 유로 1996, 1998년 FIFA 월드컵, 그리고 UEFA 유로 2004에서는 90년대에 수비사레타, 2000년대에 이케르 카시야스가 주전 골키퍼를 맡았기 때문에 출전하지 못했다. 그는 바르셀로나에서 열린 1992년 하계 올림픽에서 금메달을 딸 당시에도 출전 기회를 잡지 못했다.
카니사레스는 2002년 FIFA 월드컵을 앞두고 물이 오른 기량으로 주전 국가대표팀 수문장 자리를 꿰찰 것이 확실했으나, 면도 후 로션 병을 발등에 얹히려다 사고로 힘줄이 끊어지면서 대회에 참가하지 못했다. 독일에서 열린 2006년 FIFA 월드컵에서 출전한 사우디아라비아와의 카이저슬라우테른 결전은 그의 마지막 국가대표팀 경기로, 1-0 승리를 거두었다.

## 랠리 선수 경력
2010년 10월, 카니사레스는 처음으로 스페인 랠리 대회에 참가했는데, 시에라 모레나 랠리에서 다니 쿠에와 함께 스즈키 스위프트를 몰았다. 이듬해에는 스즈키 이베리카 모터스포츠 팀의 일원으로 다니 쿠에와 함께 같은 차를 몰았다.
2016년 시에라 모레나 랠리에서 곡선에서 방향을 틀려다가 추돌 사고를 냈다. 그는 사고 차량에서 아무런 부상 없이 밖으로 나왔다.
2017년 6월 17일, 카니사레스는 포르셰 997을 몰고 세라미카 랠리에서 첫 승을 거두었다. 그 해 말, 그는 발렌시아 주 대회 우승을 거두었다.

## 은퇴 후와 사생활

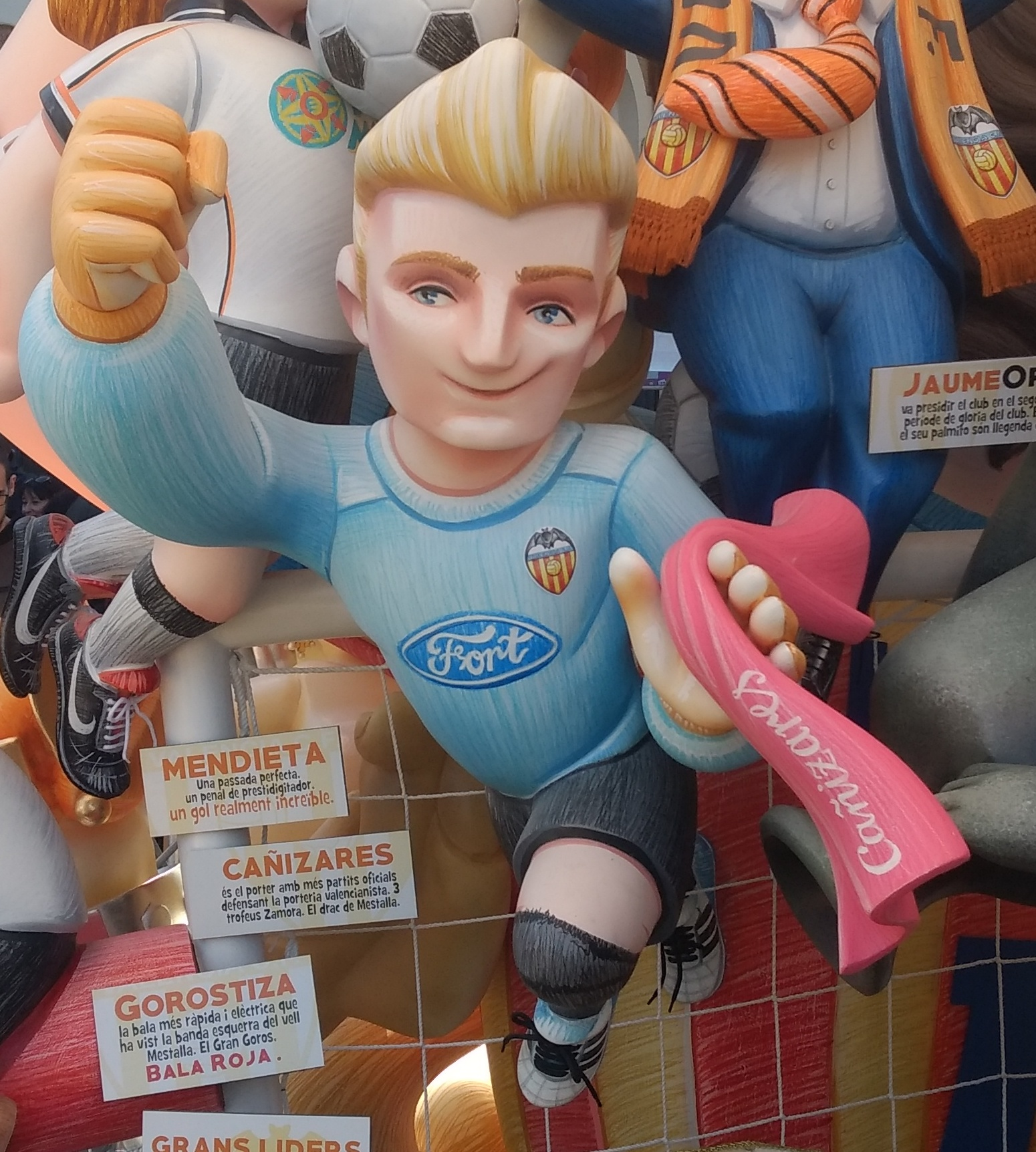
2019년 파야스 축제의 카니사레스 인형

은퇴 후, 카니사레스는 해설가가 되었다. 그는 두 차례 결혼하여 슬하에 7명의 자식을 두었는데, 두번째 아내인 마이테 가르시아와의 사이에 세 쌍둥이를 두고 있다. 2018년 3월 23일, 카니사레스는 5살난 아들 산티를 암으로 잃었다는 비보를 전했다. 2019년, 그는 호세 안토니오 레예스의 사망의 정황에 관해 한 발언으로 논란의 대상이 되었다. 사회 매체에서의 질타로 인해, 그는 이 사건에 대해 상세히 소신을 표의했다.
2020년 10월 16일, 카니사레스의 아들 루카스가 카디스와의 리그 경기를 앞두고 레알 마드리드의 명단에 이름을 올렸다.

## 경력 통계

### 클럽
출처:
| 클럽            | 시즌      | 리그 | 리그 | 컵   | 컵 | 유럽 | 유럽 | 기타 | 기타 | 기타 | 기타 |
| 클럽            | 시즌      | 출장 | 골   | 출장 | 골 | 출장 | 골   | 출장 | 골   | 출장 | 골   |
| --------------- | --------- | ---- | ---- | ---- | -- | ---- | ---- | ---- | ---- | ---- | ---- |
| 레알 마드리드   | 1988–89   | 0    | 0    | 0    | 0  | 0    | 0    | —    | —    | 0    | 0    |
| 합계            | 0         | 0    | 0    | 0    | 0  | 0    | 0    | 0    | 0    | 0    | 0    |
| 레알 마드리드 B | 1989–90   | 35   | 0    | 2    | 0  | —    | —    | —    | —    | 37   | 0    |
| 레알 마드리드 B | 합계      | 35   | 0    | 2    | 0  | 0    | 0    | 0    | 0    | 37   | 0    |
| 엘체            | 1990–91   | 7    | 0    | 2    | 0  | —    | —    | —    | —    | 9    | 0    |
| 엘체            | 합계      | 7    | 0    | 2    | 0  | 0    | 0    | 0    | 0    | 9    | 0    |
| 메리다          | 1991–92   | 38   | 0    | 0    | 0  | —    | —    | —    | —    | 38   | 0    |
| 메리다          | 합계      | 38   | 0    | 0    | 0  | 0    | 0    | 0    | 0    | 38   | 0    |
| 셀타 비고       | 1992–93   | 36   | 0    | 1    | 0  | —    | —    | —    | —    | 37   | 0    |
| 셀타 비고       | 1993–94   | 38   | 0    | 7    | 0  | —    | —    | —    | —    | 45   | 0    |
| 셀타 비고       | 합계      | 74   | 0    | 8    | 0  | 0    | 0    | 0    | 0    | 82   | 0    |
| 레알 마드리드   | 1994–95   | 1    | 0    | 0    | 0  | 2    | 0    | —    | —    | 3    | 0    |
| 레알 마드리드   | 1995–96   | 12   | 0    | 1    | 0  | 1    | 0    | 2    | 0    | 16   | 0    |
| 레알 마드리드   | 1996–97   | 2    | 0    | 0    | 0  | —    | —    | —    | —    | 2    | 0    |
| 레알 마드리드   | 1997–98   | 26   | 0    | 0    | 0  | 6    | 0    | 2    | 0    | 34   | 0    |
| 레알 마드리드   | 합계      | 41   | 0    | 1    | 0  | 9    | 0    | 4    | 0    | 55   | 0    |
| 발렌시아        | 1998–99   | 38   | 0    | 6    | 0  | 10   | 0    | —    | —    | 54   | 0    |
| 발렌시아        | 1999–2000 | 23   | 0    | 2    | 0  | 13   | 0    | 2    | 0    | 40   | 0    |
| 발렌시아        | 2000–01   | 37   | 0    | 0    | 0  | 18   | 0    | —    | —    | 55   | 0    |
| 발렌시아        | 2001–02   | 32   | 0    | 1    | 0  | 7    | 0    | —    | —    | 40   | 0    |
| 발렌시아        | 2002–03   | 31   | 0    | 0    | 0  | 12   | 0    | 2    | 0    | 45   | 0    |
| 발렌시아        | 2003–04   | 37   | 0    | 0    | 0  | 7    | 0    | —    | —    | 44   | 0    |
| 발렌시아        | 2004–05   | 29   | 0    | 0    | 0  | 7    | 0    | 2    | 0    | 38   | 0    |
| 발렌시아        | 2005–06   | 36   | 0    | 0    | 0  | 5    | 0    | —    | —    | 41   | 0    |
| 발렌시아        | 2006–07   | 32   | 0    | 1    | 0  | 11   | 0    | —    | —    | 44   | 0    |
| 발렌시아        | 2007–08   | 10   | 0    | 0    | 0  | 5    | 0    | —    | —    | 15   | 0    |
| 발렌시아        | 합계      | 305  | 0    | 10   | 0  | 95   | 0    | 6    | 0    | 416  | 0    |
| 경력 합계       | 경력 합계 | 500  | 0    | 23   | 0  | 104  | 0    | 10   | 0    | 637  | 0    |

### 국가대표팀
출처:
| 스페인 국가대표팀 | 스페인 국가대표팀 | 스페인 국가대표팀 |
| 연도              | 출장              | 골                |
| ----------------- | ----------------- | ----------------- |
| 1993              | 1                 | 0                 |
| 1994              | 5                 | 0                 |
| 1995              | 2                 | 0                 |
| 1996              | 1                 | 0                 |
| 1997              | 0                 | 0                 |
| 1998              | 5                 | 0                 |
| 1999              | 7                 | 0                 |
| 2000              | 5                 | 0                 |
| 2001              | 6                 | 0                 |
| 2002              | 4                 | 0                 |
| 2003              | 3                 | 0                 |
| 2004              | 5                 | 0                 |
| 2005              | 0                 | 0                 |
| 2006              | 2                 | 0                 |
| 합계              | 46                | 0                 |

## 수상

### 클럽
레알 마드리드
- 라 리가: 1994–95, 1996–97
- 수페르코파 데 에스파냐: 1997
- UEFA 챔피언스리그: 1997–98

발렌시아
- 라 리가: 2001–02, 2003–04
- 코파 델 레이: 1998–99
- 수페르코파 데 에스파냐:
  - 우승: 1999
  - 준우승: 2002, 2004
- UEFA컵: 2003–04
- UEFA 슈퍼컵: 2004
- UEFA 인터토토컵: 1998
- UEFA 챔피언스리그 준우승: 1999–2000, 2000–01

### 국가대표팀
스페인 U-16
- UEFA U-16 축구 선수권 대회: 1986

스페인 U-23
- 하계 올림픽: 1992

### 개인
- 트로페오 리카르도 사모라: 1992–93 (프란시스코 리아뇨와 공동 수상), 2000–01, 2001–02, 2003–04
- UEFA 올해의 팀: 2001[39]